# 9632 Sudo
9632 Sudo este un asteroid din centura principală de asteroizi.

## Descriere
9632 Sudo este un asteroid din centura principală de asteroizi. A fost descoperit pe 15 octombrie 1993 la Kitami de Kin Endate și Kazuro Watanabe. El prezintă o orbită caracterizată de o semiaxă mare de 3,00 ua, o excentricitate de 0,29 și o înclinație de 3,4° în raport cu ecliptica.